# فدراسیون جهانی قایقرانی
فدراسیون جهانی قایقرانی (انگلیسی: International Canoe Federation) نهاد اداره‌کننده مسابقات قایقرانی در سطح جهان است.
این سازمان در سال ۱۹۴۶ تأسیس شده و مقر آن لوزان، سوئیس است.